# 上海公交576路
576路是上海市一条公交线路，由上海浦东上南运营。线路行驶南起芦恒路枢纽站，北至曲阳路玉田路。该线路曾因车队营收挂钩司机收入致该线司机驾车勇猛而上过新闻，亦曾被民间评选为上海市公交线路最拥挤公交线路之一。

## 路线基本资料

### 线路走向
- 上行：自芦恒路枢纽站起经三彩路、懿行路、三鲁公路、长清路、三林路、上南路、浦东南路、南浦大桥、中山南路、中山东二路、中山东一路、大名路、长治路、天潼路、吴淞路、四平路、赤峰路至曲阳路止。
- 下行：自曲阳路起经玉田路、密云路、赤峰路、四平路、吴淞路、天潼路、大名路、中山东一路、中山东二路、中山南路、南浦大桥、浦东南路、上南路、三林路、长清路、三鲁公路、懿行路、三彩路至芦恒路枢纽站止。

### 服务时间
- 芦恒路枢纽站：05:30-22:30
- 曲阳路玉田路：05:30-23:00

### 收费
2010年开始实行单一票价，全程单价RMB¥2，无人售票，线路实行公交换乘优惠。

### 停站
- 上行：芦恒路枢纽站、懿行路三舒路、三鲁路懿行路、长清路三林路、三林路灵岩南路、三林路三新路、三林路上南路、上南路三林路、上南路华夏西路、上南路海阳路、上南路杨思路、上南路德州路、上南路昌里路、浦东南路上南路、浦东南路高科西路（上海长途东站）、浦东南路华丰路、浦东南路浦三路、中山南路董家渡路、中山南路复兴东路、中山东二路新开河路、中山东一路广东路、吴淞路海宁路、四平路临平北路、四平路新港路、四平路大连路、赤峰路四平路、赤峰路密云路、曲阳路玉田路
- 下行：曲阳路玉田路、赤峰路密云路、赤峰路四平路、四平路大连西路、四平路密云路、四平路临平北路、吴淞路海宁路、中山东一路汉口路、中山东一路金陵东路、中山南路复兴东路、中山南路董家渡路、浦东南路浦三路、浦东南路华丰路、浦东南路高科西路（上海长途东站）、上南路浦东南路、上南路昌里路、上南路德州路、上南路杨思路、上南路海阳路、上南路华夏西路、上南路三林路、三林路上南路、三林路三新路、三林路灵岩南路、长清路三林路、三鲁路懿行路、懿行路三舒路、芦恒路枢纽站

### 配车
截至2010年11月，576路配车为50部。

## 事故
- 2012年7月13日，一辆依维柯面包车在浦东新区三林镇一带追尾一辆576路公交车，8人受伤[4]。
- 2019年2月13日，一辆576路公交车在虹口区吴淞路近海宁路追尾一辆55路公交车，风挡玻璃破碎，5名乘客受伤，被送往附近的上海市第一人民医院治疗[5]。